# Soro (Sucre)
Soro es una población costera geográficamente ubicada en la margen sur de la Península de Paria del estado Sucre, Venezuela, y su nombre alude a un vocablo castizo que significa río. Hoy en día es una parroquia que incluye tres caseríos: Juan Pedro, La Canela y Las Piedras.

## Ubicación geográfica
Su plano geográfico establece que es una comunidad ubicada al sur de la Península de Paria, en el Municipio Mariño del estado Sucre. Limita por el norte con el tramo interno de la Cordillera de la Costa; por el sur, con el Golfo de Paria; por el este, con Punta de Piedras y Güiria; y por el oeste, con el Golfo de Paria e Irapa. Tiene una extensión de 9 kilómetros de costa y una población integral de unos 2500 habitantes. Su temperatura promedio ronda entre 24 y 28 °C. Su relieve corresponde al período terciario formado durante el Plioceno y el Mioceno, presentando fallas con desplazamientos verticales y horizontales.

## Historia
Según datos recabados de la Academia de la Historia, en archivos que reposan en la iglesia de San Antonio de Capayacuar (San Antonio de Maturín) Estado Monagas, Venezuela, el pueblo fue fundado el 24 de junio de 1736 con indios chaimas por el fraile franciscano Francisco de Bibel con el nombre de San Juan Bautista de Soro.
Tres años después, en 1739, muere en Martinica el histórico fraile fundador de regreso a España. Para esa fecha el pueblecito contaba con 80 familias formalmente constituidas y 425 habitantes, con algunos españoles, pues la mayoría estaba integrada por indios chaimas nativos de la región. El pueblo tuvo poca suerte en sus primeros años de existencia pues, en 1741, con apenas 5 años de haber sido fundado, fue víctima de una terrible epidemia de viruela que diezmó a casi toda la población, pues se salvaron solamente 110 habitantes. Ese mismo año (1741) y, como consuelo divino, llegó al maltrecho pueblo el obispo de Puerto Rico quien administró piadosamente el sacramento de la Confirmación a 18 de los sobrevivientes. Para 1745 el misionero era Fray Félix de Caspe, quien había sucedido al misionero fundador, fallecido anteriormente en Martinica.
En 1766, cuando el pueblo tenía 30 años de fundado y sus habitantes gozaban de relativa paz y prosperidad, el 27 de julio, a plena luz del día, los pacíficos residentes fueron sorprendidos por 23 piratas ingleses que desembarcaron en las playas del golfo (de Paria), quienes en forma salvaje e inmisericorde saquearon el pueblo, lo arrasaron sin compasión y finalmente lo quemaron. Pocos meses después, ya disipada la amenaza de los desalmados filibusteros, los pocos sobrevivientes reiniciaron, con coraje insospechado (aguijoneados por su fe cristiana), la reconstrucción del pueblo, pero esta vez en un lugar más alejado de la costa, del otro lado del río donde se encuentra hoy. Hay indicios históricos de que algunas de las familias sobrevivientes, aún atemorizados por el fantasma de los bucaneros, incursionaron un poco más lejos, hacia el norte y se instalaron en unas pequeñas lomas que hoy se conoce como "La Quinta de Los Pomenta", convertida en una hacienda cocotera.
En 1787 los filibusteros volvieron a incursionar con su mensaje de muerte y destrucción, pero esta vez contra la población de Irapa, a unos 30 kilómetros al noroeste de Soro (Irapa había sido fundada el 19 de marzo de 1736, tres meses antes que Soro). Como consecuencia de esta nueva incursión, las únicas 10 familias sobrevivientes fueron a refugiarse en Soro.
Al año siguiente, en 1788, llega al pueblo un nuevo misionero de nombre Fray Ramón de Tauste, que después de abandonar su cargo regresó en 1795.
Indudablemente que las misiones jugaron un papel muy importante en la futura vida de Soro, a donde arribaron posteriormente otras familias europeas a partir del siglo XIX, donde todavía permanecen sus descendientes, entre ellos los Pomenta, los Dicurú y otros provenientes de las Antillas Menores de apellidos exóticos tales como Albott, Morris, Maguirre, Aias, Pier, Bethelmy, Boada, cuyos descendientes viven actualmente en Soro, además de una nutrida inmigración a principios del siglo XX proveniente de la isla de Margarita y otras regiones del país entre las cuales se cuentan los apellidos Maneiro, García, Gómez, Morao, Rísquez, Bello, Granados, Gil, Leal, Chacón, Córdova, Vásquez, Velásquez, Azócar, Alfonzo, Baldó, Ramos, Marín, Patínez, Lárez, Lanzón, Zambrano, Romero, Matos, Cariel, Clemant, Guerra, Orfila, Gourvilla y muchísimos más.

## Plano ecológico
Presenta características de bosques seco-tropical, vegetación de manglares en la costa y sabanas y árboles en el resto de la región donde tiene poblaciones de samanes, ceibas, acacias, apamates y palmeras variadas con predominio de cocotales. Tiene suelos arenosos y arcilla expansiva.
Su fauna es variada con presencia de ganado vacuno, porcino y caprino con algunas variedades de aves, peces, crustáceos y mariscos, también animales silvestres como reptiles, ardillas, venados, lapas, cachicamos y serpientes entre las que abundan (no venenosas) la bejuca, la lora, la rabo amarillo, la machetera o machete, la tigrera o tigra cazadora y la macaurel o tragavenado, y entre las venenosas, la rabo frito (tipo de mapanare), esporádicamente la mapanare común, la terciopelo y predominantemente la cascabel o crótalo.
Su río (riachuelo) es el Soro que bordea al pueblo por la parte norte, mientras hay una quebrada que lo bordea por el noreste. Ambos desembocan en el Golfo de Paria y cuando crecen, el pueblo se transforma temporalmente en una isla.

## Plano cultural-educativo
El pueblo posee una escuela básica y un liceo que ofrece el bachillerato en ciencias. Tiene más de 100 profesionales universitarios y TSU nativos de Soro o hijos de soreños y soreñas. Hay médicos, abogados, ingenieros, licenciados, profesores, enfermeras, arquitectos, químicos, militares, sacerdotes, economistas, pintores, cantantes, ebanistas, artesanos y políticos destacados, pero la máxima representación está personificada en la maestra Juana Chachá de Azócar -la maestra Juanita- que dedicó, durante varias generaciones, 50 años ininterrumpidos al servicio de la educación del pueblo.
En lo cultural, se destacan las fiestas patronímicas en honor a su patrono San Juan Bautista por las que su población profesa gran devoción, así como una novel artista plástico llamada Olivia Bello, hija de Juana Cariel y José Bello quien donó dos esculturas emblemáticas a este pueblo una la Iglesia San Juan Bautista y otra a la plaza del cementerio del pueblo donde celebran todos los años el día de los muertos.También se celebran las pintorescas y coloridas parrandas navideñas y comparsas de carnaval donde predomina el juego con agua.

## Plano deportivo
Se practica el voleibol, básquetbol, sóftbol, con predominio del béisbol. A veces se practica el batimbol que es una modalidad del críquet inglés.
Entre sus deportistas destacados figuran, en batimbol, Celedonio Guzmán, Germán y Julio Morris, Francisco Trillo, Luis López, José Azócar y Oscar Azócar. En béisbol aficionado, categoría AA, está José Matos (el zurdo) que perteneció a la selección nacional de béisbol AA por varios años y representó a Venezuela en campeonatos nacionales y panamericanos en Venezuela, Nicaragua, México (campeón bate), Colombia, Panamá, y Argentina. José Azócar, deportista múltiple, practicó exitosamente las disciplinas de batimbol, voleibol, básquetbol y béisbol. Oscar Azócar (fallecido en 2010) fue lo máximo en béisbol y el único soreño en jugar en el béisbol de las Grandes Ligas, perteneció a los Yankees de Nueva York y a los Padres de San Diego. Jugó varios años en el béisbol mexicano y en Venezuela jugó en los Leones del Caracas, los Navegantes del Magallanes, los Caribes de Oriente, los Tigres de Aragua y los Tiburones de la Guaira. Fue exaltado en 2010 al salón de la fama del béisbol Caribe. Falleció el 14 de junio de 2010 a los 45 años. En voleibol destacaron Roberto Azócar y Edgar Morris, este último miembro de la selección nacional, y Luis Aias (el patón) miembro de la selección nacional de básquetbol. En atletismo, Cástulo Orfila (la forra) como atleta local destacado, donde la máxima expresión la ocupó Félix Mata, campeón panamericano en 100 metros planos (10 segundos flat). Finalmente, el atleta múltiple Manuel Gómez, miembro del Salón de la Fama del Deporte Venezolano, aunque nacido en Tucupita, Estado Delta Amacuro, es hijo de Zoila Pomenta, nativa de Soro, donde Manuel vivió los primeros años de su niñez. Fue un atleta excepcional, competía en varias especialidades en las olimpíadas de la Creole. Fue, en su tiempo, tan destacado que llegó a representar al equipo de Caripito, estado Monagas, en: 100 metros planos, salto de altura, garrocha y lanzamiento de jabalina y como si fuera poco, fue pitcher estrella en béisbol AA con el equipo Lotería de Oriente en Maturín, estado Monagas. 
También hubo un deportista muy destacado en la disciplina de atletismo, hijo de Juan Bautista Rísquez Romero y Manuela Boada de Rísquez, ambos soreños, se trata de Juan Bautista Rísquez Boada, también nativo de Soro, gran atleta quién, al igual que Manuel Gómez, representó al equipo de Caripito, estado Monagas, categoría joven, tanto en béisbol como en atletismo. Pero además de representarlo, fue el ganador de los 100 metros planos, 200 metros planos y salto largo con impulso y un tercer lugar en salto de altura. Estas victorias le hicieron merecedor de la copa que lo acredita como el campeón Atleta Escolar de los IX Juegos Olímpicos Oriente de Venezuela, 1947, celebrados en el mes de abril de ese año, en Jusepín, estado Monagas, auspiciado en aquella oportunidad, por la Creole Petroleum Corporation.

## Plano económico
Se caracteriza por la producción de coco y la pesca de camarón. También la siembra y la cría de ganado vacuno contribuyen con su economía.